# El Ballestero
El Ballestero este un oraș din Spania, situat în provincia Albacete din comunitatea autonomă Castilia-La Mancha. Are o populație de 563 de locuitori.